# Santiago Cafiero
Santiago Andrés Cafiero (San Isidro, 30 agosto 1979) è un politico argentino, ministro degli affari esteri dal 2021 al 2023.

## Biografia
È figlio di Juan Pablo, ministro dello Sviluppo Economico durante la presidenza di Fernando de la Rúa, e nipote di Antonio, governatore della provincia di Buenos Aires dal 1987 al 1991 e capo di gabinetto della brevissima presidenza di Eduardo Camaño tra il 2001 ed il 2002. Cafiero ha studiato scienze politiche presso l'Università di Buenos Aires ed in seguito ha conseguito un master in politica pubblica presso l'Università Torcuato di Tella. Militante della Gioventù Peronista, nel 2008 divenne presidente della sezione del Partito Giustizialista di partido di San Isidro, dove l'anno seguente fu eletto consigliere municipale.
Durante la presidenza di Daniel Scioli nella provincia di Buenos Aires Cafiero ricoprì una serie di incarichi pubblici. Nel 2017, insieme ad Alberto Fernández fu a capo della campagna elettorale del candidato senatore Florencio Randazzo, ex-ministero dell'Interno. 
Nel 2019, in occasione delle elezioni presidenziali, Cafiero fu nominato capo della campagna del candidato presidente Alberto Fernández. Con la vittoria del giustizialismo fu nominato capo di gabinetto il 6 dicembre 2019.
In seguito alla crisi di governo scaturita per pessimi risultati conseguiti dall'alleanza di governo alle elezioni primarie del settembre 2021, Cafiero è stato rimosso dal suo incarico ed assegnato al ministero degli Esteri.